# Gereformeerd Kerkboek
Het Gereformeerd Kerkboek is een publicatie van de Gereformeerde Kerken vrijgemaakt met liturgische liederen en andere belangrijke geschriften. Het is in 1986 gepubliceerd als alternatief voor het interkerkelijke Liedboek voor de Kerken. Tegenwoordig worden beide liedboeken naast elkaar gebruikt.

## Edities
Sommige gezangen en psalmberijmingen in het Liedboek voor de Kerken (1973) stuitten bij vrijgemaakt-gereformeerden op weerstand, omdat ze niet Bijbelgetrouw zouden zijn. Er ontstond de behoefte aan een eigen lied- en kerkboek.
In 1975 verscheen een eerste editie; hoewel deze gold als 'proeve', kwam er twee jaar later ook een kanseluitgave. In 1986 volgde de officiële eerste druk. Deze bevatte in de eerste plaats 150 psalmberijmingen, deels overgenomen uit het Liedboek voor de Kerken en deels uit andere bronnen. Daarnaast waren er 41 gezangen (overwegend achttiende- en negentiende-eeuws). Naast liederen bevatte het boek en daarnaast de drie christelijke en de drie gereformeerde belijdenisgeschriften, de gereformeerde liturgische formulieren, enkele gebeden en de gereformeerde kerkorde.
Het Gereformeerd Kerkboek (2001) is een tijdelijke uitbreiding van de vorige uitgave met vooral nieuwe gezangen.
Het nieuwe Gereformeerd Kerkboek (2006) vervangt de vorige uitgaven en is uitgebreid met nieuwe gezangen en nieuwe liturgische formulieren. De inhoud in deze uitgave is als volgt:
- 150 psalmberijmingen
- 174 gezangen
- 6 belijdenisgeschriften
- 3 orden van dienst
- liturgische teksten en gebeden
- liturgische gezangen
- liturgische geschriften (formulieren)
- gebeden bij diverse gelegenheden
- kort begrip
- kerkorde

Naast het Gereformeerd Kerkboek is  bij de Gereformeerde Kerken vrijgemaakt ook het Liedboek voor de Kerken in gebruik. Niet alle liederen uit dit Liedboek zijn vrijgegeven om in de kerkdiensten van de Gereformeerde Kerken vrijgemaakt gebruikt te worden. 
De Generale Synode van 2014 in Ede besloot tot uitgave van een nieuw Kerkboek en stelde vast welke liederen en geschriften daar in komen te staan. De inhoud werd afgestemd op het nieuwe Liedboek van 2013: om verdubbeling tegen te gaan, bevat het nieuwe Kerkboek geen teksten meer die ook al in het Liedboek staan, afgezien van de eigen selectie aan psalmberijmingen.